# Martín Jaite
Martín Jaite, né le 9 octobre 1964 à Buenos Aires, est un ancien joueur de tennis professionnel argentin.
Il a remporté douze tournois en simple durant sa carrière. Il fut également finaliste à Rome en 1987 et à l'Open de Monte-Carlo en 1988.
Sa meilleure performance en Grand Chelem fut un quart de finale à Roland-Garros en 1985 (battu par le numéro un de l'époque Ivan Lendl) et son meilleur classement fut dixième mondial en 1990.
Il a entraîné David Nalbandian et est directeur du tournoi de Buenos Aires.

## Parcours dans les tournois duGrand Chelem

### En simple
| Année | Open d'Australie | Open d'Australie | Internationaux de France | Internationaux de France | Wimbledon      | Wimbledon | US Open         | US Open      | Open d'Australie | Open d'Australie |
| ----- | ---------------- | ---------------- | ------------------------ | ------------------------ | -------------- | --------- | --------------- | ------------ | ---------------- | ---------------- |
| 1984  | n.o.             | n.o.             | 3e tour (1/16)           | J. Connors               | —              | —         | —               | —            | —                | —                |
| 1985  | n.o.             | n.o.             | 1/4 de finale            | I. Lendl                 | —              | —         | 3e tour (1/16)  | H. Günthardt | —                | —                |
| 1986  | n.o.             | n.o.             | 1/8 de finale            | M. Pernfors              | 2e tour (1/32) | K. Flach  | 1er tour (1/64) | H. Leconte   | n.o.             | n.o.             |
| 1987  | —                | —                | 1/8 de finale            | K. Nováček               | —              | —         | 1er tour (1/64) | T. Šmíd      | n.o.             | n.o.             |
| 1988  | —                | —                | 3e tour (1/16)           | K. Carlsson              | —              | —         | 2e tour (1/32)  | J. Kriek     | n.o.             | n.o.             |
| 1989  | —                | —                | 2e tour (1/32)           | A. Mancini               | —              | —         | 3e tour (1/16)  | A. Mancini   | n.o.             | n.o.             |
| 1990  | —                | —                | 1/8 de finale            | T. Muster                | —              | —         | 2e tour (1/32)  | P. Annacone  | n.o.             | n.o.             |
| 1991  | 2e tour (1/32)   | M. Stich         | 2e tour (1/32)           | F. Davín                 | —              | —         | 1er tour (1/64) | Bo. Becker   | n.o.             | n.o.             |
| 1992  | 3e tour (1/16)   | M. Stich         | 1er tour (1/64)          | L. Roux                  | —              | —         | —               | —            | n.o.             | n.o.             |

N.B. : à droite du résultat se trouve le nom de l'ultime adversaire.

### En double
| Année | Open d'Australie         | Open d'Australie  | Internationaux de France    | Internationaux de France | Wimbledon | Wimbledon | US Open                   | US Open             | Open d'Australie | Open d'Australie |
| ----- | ------------------------ | ----------------- | --------------------------- | ------------------------ | --------- | --------- | ------------------------- | ------------------- | ---------------- | ---------------- |
| 1985  | n.o.                     | n.o.              | 1er tour (1/32) C. Miniussi | H. Leconte J. Fitzgerald | —         | —         | —                         | —                   | —                | —                |
| 1986  | n.o.                     | n.o.              | —                           | —                        | —         | —         | —                         | —                   | n.o.             | n.o.             |
| 1987  | —                        | —                 | —                           | —                        | —         | —         | —                         | —                   | n.o.             | n.o.             |
| 1988  | —                        | —                 | —                           | —                        | —         | —         | —                         | —                   | n.o.             | n.o.             |
| 1989  | —                        | —                 | —                           | —                        | —         | —         | 1er tour (1/32) D. Campos | A. Gómez N. Pereira | n.o.             | n.o.             |
| 1990  | —                        | —                 | —                           | —                        | —         | —         | 1er tour (1/32) P. Albano | K. Flach R. Seguso  | n.o.             | n.o.             |
| 1991  | 1er tour (1/32) D. Pérez | G. Doyle J. Eagle | —                           | —                        | —         | —         | —                         | —                   | n.o.             | n.o.             |

N.B. : le nom du ou de la partenaire se trouve sous le résultat ; le nom des ultimes adversaires se trouve à droite.